# Valdeurspinnen (Dipluridae)
Dipluridae zijn een familie van spinnen. De familie telt 25 beschreven geslachten en 180 soorten.

## Kenmerken
Bij deze over het algemeen donkerbruine spinnen staan de gifkaken (cheliferen) recht omlaag en niet schuin naar binnen, zoals bij de meeste spinnen. De lichaamslengte varieert van 1 tot 3 cm.

## Leefwijze
Deze spinnen, waarvan sommigen zeer giftig zijn, maken een trechtervormig web in holle bomen of rotsspleten. Het uiteinde wordt met een klepje afgesloten dat gemaakt is van webdraadjes. Enkele draadjes zijn vlak voor de ingang als struikeldraadjes opgesteld. Als de prooi dan langs komt, struikelen ze over deze draadjes. Door het trillen van de draden voelt de spin dat er een prooi in de buurt is. Ze opent vlug haar klepje en valt de prooi aan.

## Verspreiding en leefgebied
Deze familie komt voor in tropische delen van Amerika, Afrika, Azië en Australië

## Geslachten
- Diplura C. L. Koch, 1850
- Harmonicon F. O. Pickard-Cambridge, 1896
- Harpathele Wermelinger-Moreira, Pedroso, Castanheira & Baptista, 2024
- Linothele Karsch, 1879
- Masteria L. Koch, 1873
- Siremata Passanha & Brescovit, 2018
- Striamea Raven, 1981
- Trechona C. L. Koch, 1850

## Taxonomie
Voor een overzicht van de geslachten en soorten behorende tot de familie zie de lijst van Dipluridae.